# Nolangroup
Nolangroup è un'azienda italiana che produce caschi per uso motociclistico con i marchi Nolan, Grex, X-Lite, N-Com.

## Storia
Fondata nel 1972 da Lander Nocchi, rappresentante di prodotti per l'industria motociclistica e figlio di un poliziotto motociclista, Biagio, che era anche pilota ufficiale della Guzzi. Il nome dell'azienda e del marchio viene dalle prime lettere del cognome e nome del fondatore. All'epoca i caschi sono in fibra di vetro, molto pesanti e Lander Nocchi ha l'intuizione di utilizzare il Lexan, una lega molto più leggera, economica, sicura e semplice da produrre che la NASA aveva appena "liberalizzato" per gli usi civili. E con una macchina per stampare il policarbonato comprata negli Stati Uniti, Nolan apre la sua officina a Mozzo (lo stabilimento di Brembate di Sopra verrà solo più tardi). Iniziando a produrre per l'estero e lavorando solo su ordinazione in modo da evitare stoccaggi.
Nel 1979, con il figlio Marzio in azienda, viene realizzata la visiera a molla-pistoncino. Nel 1986 (Legge 3 del gennaio 1986 il casco diventa obbligatorio in Italia e alla direzione marketing arriva un giovane laureato alla Bocconi, Alberto Vergani. Con lui le vendite decuplicano. Sono introdotte varie innovazioni, dal sistema di ritenzione microlock al casco che abbatte i rumori molesti. All'iniziativa collabora anche Roberto Castelli, ingegnere acustico ed ex ministro leghista. Con l'obiettivo di raggiungere i cento miliardi di fatturato sono anche introdotte alcune diversificazioni che rendono sofferenti conti economici dell'azienda che nel 1990 viene ceduta dalla famiglia Nocchi alla Finprogetti di Carlo Patrucco, imprenditore piemontese e vicepresidente della Confindustria. Patrucco pensa in grande: rileva, tra le altre, anche il 68% di AGV e s'impegna in Formula 1 fondando il Modena Team che corre con la Lambo, la macchina progettata da Mauro Forghieri. Il progetto si rivela troppo ambizioso (la macchina corre solo in tre Gran Premi) e nel 1993 la Nolan è salvata da un management buyout compiuto da vari dirigenti, dipendenti e imporatori ("Una cordata di pazzi") tra cui Gabriel Casartelli, Alberto Vergani, Domenico Maggioni, Gabrio Gnocchi ed Ermanno Frigeni.
La società si amplia con la nascita nel 1993 del marchio Grex e successivamente con la nascita nel 1998 del marchio X-lite, con il quale il gruppo Nolan inizia la produzione di caschi in fibre composite. Il catalogo dei tre marchi comprende caschi di ogni tipologia, dai modelli per motocross ai modulari, passando per integrali racing d'alta gamma. Tutte le fasi di lavorazione, compreso lo sviluppo dei prototipi avendo un laboratorio interno con due addetti (Crash Tester e Test Rider) che lavorano esclusivamente in quel settore, avvengono all'interno dei tre stabilimenti dell'azienda. In seguito si aggiunge anche N-Com che riproduce i sistemi di comunicazione personali tra il pilota e il passeggero.
Nel 2018 il cda del gruppo ha cominciato a guardarsi attorno per trovare un acquirente, non tanto per la necessità di risorse finanziarie (il fatturato 2017 ha toccato i 44 milioni di euro con un utile di 3,3 milioni e un margine operativo lordo di 7 milioni) quanto per attuare un cambio generazionale al vertice del gruppo che il cui consiglio di amministrazione è composto mediamente da settantenni.
Nell'aprile 2019 l'intesa che sarà perfezionata un mese più tardi, in maggio: la società di investimento francese Eurazeo rileva, attraverso 2 Ride Holding, la Nolangroup per 60 milioni di valore d'impresa. Insieme a 2 Ride Holding, proprietaria dei marchi Shark, Bering, Bagster, Segura, si crea così un nuovo gruppo tra i principali operatori mondiali nell'equipaggiamento protettivo per il motociclismo e gli sport outdoor con oltre mille dipendenti e ricavi per 150 milioni.

## Piloti sponsorizzati
Sino al 2018 il gruppo Nolan ha prodotto caschi indossati da motociclistici vincitori di 56 titoli mondiali. Tra i piloti celebri di Superbike e Motomondiale con il marchio X-lite e Nolan:
- Chaz Davies (X-lite X-803)
- Casey Stoner (Nolan X-803)
- Jorge Lorenzo (X-lite X-802)
- Danilo Petrucci (X-lite X-803)
- Álex Rins   (X-lite X-803)
- Arón Canet (X-lite X-803)
- Carlos Checa (X-lite X-802)
- Marco Melandri (Nolan X-803)
- Ayrton Badovini (X-lite X-802)
- Fabrizio Pirovano (X-lite X-802)